# 21888 Ďurech
(21888) Ďurech, denumire internațională (21888) Durech, este un asteroid din centura principală de asteroizi.

## Descriere
21888 Ďurech este un asteroid din centura principală de asteroizi. A fost descoperit pe 29 octombrie 1999 la Stația Anderson Mesa în cadrul programului LONEOS. Asteroidul prezintă o orbită caracterizată de o semiaxă mare de 3,06 ua, o excentricitate de 0,03 și o înclinație de 9,2° în raport cu ecliptica.